# Ernesto Silvani
Ernesto Silvani (Casteggio, 30 novembre 1903 – Como, 5 luglio 1931) è stato un calciatore italiano, di ruolo portiere.

## Carriera
Esordisce con il Casteggio, nel campionato di Promozione 1919-1920, e nella Prima Categoria 1920-1921 gioca 6 partite nella massima serie italiana con la formazione pavese. In seguito milita nella Vogherese, ancora nel Casteggio e tra il 1925 e il 1927 disputa il campionato di Terza Divisione con il Pro Broni; tra marzo e ottobre 1926 viene più volte provato dal Piacenza, senza tuttavia che si concretizzi l'ingaggio. Nel 1928 passa al Bressana, dove rimane per un'annata e poi milita per una stagione nella Stradellina.